# Gambrus variator
Gambrus variator là một loài tò vò trong họ Ichneumonidae.